# Laquintasaura
Genre
Espèce
Laquintasaura est un genre de dinosaures ornithischiens représenté par une seule espèce, Laquintasaura venezuelae.
Il s'agit du premier dinosaure à avoir été découvert au Venezuela. Trouvé dans la Formation de La Quinta, datée de l'Hettangien (Jurassique inférieur), formation géologique d'où il tire son nom, l'espèce était bipède et avait une taille d'un mètre de long pour 25 centimètres de haut,.